# Subah (plaats)
Subah is een bestuurslaag in het regentschap Batang van de provincie Midden-Java, Indonesië. Subah telt 5217 inwoners (volkstelling 2010).